# 왕십리 (1993년 드라마)
《왕십리》(往十里)는 KBS 2TV에서 1993년 12월 15일부터 1994년 1월 20일까지 방영된 KBS 2TV 수목 미니시리즈로, 주먹세계 간의 갈등과 첫사랑의 여인에게로 향한 지순한 사랑을 그렸다.
한편, 1987년 결혼과 함께 브라운관을 떠난 정희 역의 금보라가 해당 작품을 통해 안방극장 복귀를 했다. 또한 준태(천호진 분)가 좋아하는 윤애(장서희 분)를 미국으로 떠나보내면서 다른 남자를 딸려보내는 내용으로, 여자에게는 아무런 선택권도 주지 않고 사랑하지도 않는 남자를 선심쓰듯 묶어주는 것이 지나친 남성우월의 표현이란 지적이 있었다.

## 등장 인물
- 천호진 : 준태 역
- 금보라 : 정희 역
- 김일우 : 충근 역
- 장서희 : 윤애 역
- 사미자 : 춘천댁 역
- 김세윤 : 박 노인 역
- 김기섭
- 이한나
- 박웅
- 문미봉
- 양재성
- 김민수
- 이주경